# Domsand
Domsand är en hamn belägen vid Domneåns mynning i Habo kommun cirka tio kilometer norr om Jönköping. Hamnen har cirka 500 båtplatser, varav flertalet numera används av motorbåtar. För bebyggelsen vid Domsand avgränsade SCB sedan 2015 en småort. Vid avgränsningen 2023 klassades denna bebyggelse som en del av tätorten Habo och småorten avregistrerades
Hamnen anordnar jollekurser för optimistjolle och trissjolle. Junior-SM 2006 ägde rum vid Domsand.

## Domsandsbadet
Vid Domsand ligger den kommunala badplatsen Domsandsbadet.